# Mooihoekite
La mooihoekite è un minerale.